# Sonic Forces
Sonic Forces (tidigare känt under projektnamnet Project Sonic 2017) är ett äventyrsspel utvecklat av Sonic Team och utgivet av Sega. Spelet utannonserades under Comic-Con i San Diego den 22 juli 2016 och utgavs i november 2017 till Microsoft Windows, Nintendo Switch, Playstation 4 och Xbox One. Sonic Forces innehåller två varianter av karaktären Sonic; Classic Sonic som är inspirerad av de tidigaste Sonic-spelen till Sega Mega Drive och Modern Sonic som är inspirerad av Sonic-spelen från Sonic Adventure och framåt.